# Proales adenodis
Proales adenodis är en hjuldjursart som beskrevs av Myers 1933. Proales adenodis ingår i släktet Proales och familjen Proalidae. Inga underarter finns listade i Catalogue of Life.